# 永安街道 (奉节县)
永安街道，原为永安镇，是中华人民共和国重庆市奉节县下辖的一个乡镇级行政单位。2020年9月，调整永安街道管辖范围，增设夔州街道。调整后，永安街道辖朝阳社区、竹枝社区、滨河社区、羽声社区、香山社区、人和社区、明月社区7个社区。

## 行政区划
永安街道下辖以下地区：
朝阳社区、明良社区、新竹社区、竹枝社区、香山社区、康宁社区、茶店社区、明月社区和步云社区。